# 西湾大橋
西湾大橋（さいわんおおはし、中国語：西灣大橋、ポルトガル語：Ponte de Sai Van、英語：Sai Van Bridge）は、マカオにあるマカオ半島とタイパ島を結ぶ斜張橋

## 概要
- 2004年12月19日に開通した。総距離は2.2キロメートルでマカオ半島とタイパ島を結ぶ橋としては嘉楽庇総督大橋、澳門友誼大橋に次いで3本目となる。

上下2層の構造となっており、敷設以来使用されていなかった下層の鉄道用軌道については、2023年12月に、マカオLRTのタイパ線が延伸開業したことで、同線の敷地として利用が開始された。
同区間を結ぶ4つの橋のうち、最も西になる。